# 아메리카노 (2011년 영화)
아메리카노(Americano)는 프랑스에서 제작된 마티유 데미 감독의 2011년 드라마 영화이다. 마티유 데미 등이 주연으로 출연하였다.

## 출연

### 주연
- 마티유 데미
- 셀마 헤이엑
- 제랄딘 채플린
- 키아라 마스트로얀니